# 仇鉞
仇鉞，字廷威，鎮原人。明朝軍事將領。咸寧伯。
仇鉞以士卒出身，恰逢都指揮僉事仇理去世，無嗣，遂令鉞襲其世職，為寧夏前衛指揮同知。正德二年，因楊一清舉薦，擢寧夏遊擊將軍。正德五年，安化王朱寘鐇及都指揮何錦、周昂，指揮丁廣謀反，仇鉞引兵入城假意歸降，后借兵暗殺周昂，后擒拿朱寘鐇，之後在賀蘭山逮捕何錦，叛變前後十八日后即被平定。當時，朝中聞變，朝商議仇鉞為副總兵，當時傳言其已經投降，欲追回敕令。大學士楊廷和稱不可，於是不予追改，事情果然如楊所預料。然而，劉瑾命令陝西總兵官曹雄藏去仇鉞上奏，仇鉞竟無殊擢。巡按御史閻睿訟其功，詔奪俸三月。劉瑾被誅殺后，始進署都督僉事，充寧夏總兵官。尋論功，封咸寧伯，歲祿千石，予世券。次年冬，召掌三千營。
正德七年，拜平賊將軍，偕都御史彭澤討河南盜亂，未至，而參將馮禎戰死洛南。當時，叛軍聞官軍將至，遂奔汝州。又聞官軍扼要害，乃走寶豐，復由舞陽、遂平轉掠汝州東南，敗奔固始，抵潁州，屯朱臯鎮。永順宣慰彭明輔等突擊獲勝，其餘逃亡光山，均被仇鉞緝拿。之後官兵數路進攻，四個月內平定叛亂。班師后論功，進世侯，增祿百石，仍督三千營。次年，擔任大同總兵官，統領京軍戰備。明武宗常詔諸位邊將入侍豹房，仇鉞曾一去，此後均力辭。正德十年，稱疾解營務。明世宗繼位后，再起督三千營，掌前軍都督府事，未上即卒，年五十七。謚武襄。
子仇昌有病残疾，孙仇鸾袭爵。